# 1339 Désagneauxa
1339 Désagneauxa là một tiểu hành tinh vành đai chính với chu kỳ quỹ đạo là 1917.6622930 ngày (5.25 năm).
Tiểu hành tinh được phát hiện ngày 4 tháng 12 năm 1934.